# Match4
A Match4 a Network4 csoport második sportcsatornája az Arena4 mellett.
A csatorna reklámidejét az Atmedia értékesíti.

## Történet
A csatorna bejelentése előtt 4 hónappal – 2022. február 7-én – levédették a Match4 nevet. 2022. június 27-én bejelentették, hogy Match4 néven indítanak egy sportcsatornát, amely a megszűnő Digi Sport csatornákat váltja le. Először a DIGI és az Invitel kínálatában vált elérhetővé.
A csatorna főleg labdarúgást és amerikai autóverseny-sorozatokat (NASCAR, INDYCAR) ajánl a kínálatában. A Match4 augusztus 5-én 6:00-kor indult a Bundesliga csapatait bemutató magazinműsorral.
A csatorna indulásával a DIGI és az Invitel kínálatán kívül, további 6 szolgáltatónál (Vodafone, Direct One, Teleunion, Vidanet, PR-Telecom, PickUp) is elérhetővé vált.
2022. december 7-től a Tarr Kft. kínálatába is bekerült.
2023. március 1-jétől a Telekom kínálatába is bekerült.

## Közvetlen műholdas vétel
SD-változat:
- Műhold: Thor 5, nyugati 1 fok
- Frekvencia: 12,130 MHz
- Polarizáció: H (vízszintes)
- Szimbólumsebesség: 28000
- FEC érték: 7/8
- Moduláció: MCPC, QPSK, DVB-S
- Képtömörítés: MPEG2
- Hang: MPEG
- Kódolás: Conax / CryptoWorks / Irdeto 2 / Nagravision 3

- Szolgáltatás azonosító: 1180

HD-változat:
- Műhold: Thor 5, nyugati 1 fok
- Frekvencia: 12,188 MHz
- Polarizáció: V (függőleges)
- Szimbólumsebesség: 28000
- FEC érték: 7/8
- Moduláció: MCPC, QPSK, DVB-S
- Képtömörítés: MPEG-4 H.264 AVC (HD)
- Hang: MPEG
- Kódolás: Conax / CryptoWorks / Irdeto 2 / Nagravision 3
- Szolgáltatás azonosító: 1480

## Műsorkínálat
- Serie A
- Premier League
- Championship
- Angol Ligakupa
- Bundesliga
- Bundesliga 2
- Skót bajnokság
- Skót Ligakupa
- Copa America
- Indycar
- Superbike
- MotoGP
- NASCAR
- ATP
- WTA
- Spanyol Kosárlabda-Bajnokság
- Spanyol Kupa
- Francia Kézilabda-Bajnokság
- European League of Football
- NCAA
- NFL
- NHL
- UFC
- Hexagone MMA
- WWE
- Darts